# Girlfriends (série télévisée, 2000)
Pour les articles homonymes, voir Girlfriend.
Girlfriends est une sitcom américaine en 172 épisodes de 22 minutes, créée par Mara Brock Akil et diffusée entre le 11 septembre 2000 et le 8 mai 2006 sur le réseau UPN et entre le 1er octobre 2006 et le 11 février 2008 sur le réseau The CW.
En France, le premier épisode a été diffusé le 11 avril 2008 sur Série Club dans les Screenings 2008. Elle reste inédite dans tous les pays francophones.

## Synopsis
Cette série met en scène quatre femmes afro-américaines, à Los Angeles.

## Distribution

### Acteurs principaux
- Tracee Ellis Ross : Joan Carol Clayton
- Golden Brooks (en) : Maya Denise Wilks
- Persia White : Lynn Ann Searcy
- Jill Marie Jones : Antoinette « Toni » Marie Childs-Garrett (saisons 1 à 6)
- Reggie Hayes : William Jerome Dent
- Keesha Sharp : Monica Charles Brooks-Dent
- Khalil Kain : Darnell Leroy Wilkes

### Acteurs récurrents
- Kendré Berry (af) : Jabari Darnell Wilkes
- Lamont Johnson : Ronnie
- Shawn Harrison (en) : Peaches
- Jill Scott : Donna Williams (invitée, 4 épisodes)
- Celestino Cornielle : Raul

## Épisodes

### Première saison (2000-2001)
1. Pilot
2. One Night Stand?
3. Girlfrenzy
4. Hip-Ocracy
5. I Pity the Fool
6. The Remains of the Date
7. Everything Fishy Ain't Fish
8. Pregnant Pause
9. Fried Turkey
10. Never a Bridesmaid
11. The Importance of Being Frank
12. The List
13. They've Gotta Have It
14. Bad Timing
15. Old Dog
16. Friends, Colleagues, Brothers
17. The Declaration of Lynndependence
18. Diss-regard
19. A Kiss Before Lying
20. The Burning Vagina Monologues
21. Loose Lips Sink Relationships
22. Jamaic-Up?

### Deuxième saison (2001-2002)
1. The Fallout
2. Just Say No
3. A Full Court Conspiracy
4. Un-Treatable
5. Buh-Bye
6. Willie or Won't He?
7. Trick or Truth
8. Joan's Birthday Suit
9. Maya Takes a Stan
10. Mom's the Word
11. You Better Watch Out
12. I Have a Dream House
13. Sister, Sistah
14. Willie or Won't He II: The Last Chapter?
15. Can't Stan Ya!
16. Take Me Out After the Ballgame
17. Childs in Charge
18. Taming of the Realtes
19. X Does Not Mark the Spot
20. My Mother, Myself
21. Just Dessert
22. Into the Woods

### Troisième saison (2002-2003)
1. Coming to Terms
2. Getting Our Acts Together
3. Secrets and Eyes
4. Star Craving Mad
5. Don't Leave Me a Loan
6. Invasion of the Gold Digger
7. Blinded by the Lights
8. Handling Baggage
9. The Mommy Returns
10. A Little Romance
11. Santa v. Monica
12. Take This Poem and Call Me in the Morning
13. Howdy Partner
14. Single Mama Drama
15. Happy Valentine's Day… Baby?
16. Sex, Lies and Books
17. A Stiff Good Man Is Easy to Find
18. Runaway Bridesmaid
19. The Pact
20. Where Everyone Knows My Name
21. Too Much Sharin'
22. Blood Is Thicker Than Liquor
23. The Fast Track & the Furious
24. The Wedding, Part 1
25. The Wedding, Part 2

### Quatrième saison (2003-2004)
1. Some Enchanted Evening
2. If It's Broke, Fix It
3. Snoop, There It Is
4. You Ain't Gotta Go Home but… You Know the Rest
5. Hopelessly Devoted to Two
6. Inherit the Lynn
7. And Baby Makes Four
8. Viva Las Vegas
9. Between Brock and a Hard Place
10. Don't You Want Me Baby?
11. Merry Ex-mas
12. Prophet and Loss
13. Comedy of Eros
14. Leggo My Ego
15. Good Catch or Bad Hop?
16. On the Couch
17. Love, Peace and Hair Grease
18. Wieners and Losers
19. He Loves Her, He Loves Me Not
20. The Partnerless Partner
21. Just the Three of Us
22. Love Thy Neighbor
23. New York Bound
24. New York Unbound

### Cinquième saison (2004-2005)
1. L.A. Bound
2. The Rabbit Died
3. A Mile in Her Loubous
4. The J-Spot
5. Maybe Baby
6. Too Big for Her Britches
7. The Mother of All Episodes
8. When Hearts Attack
9. Who's Your Daddy?
10. Porn to Write
11. All the Creatures Were Stirring
12. P.D.A. - D.O.A.
13. All in a Panic
14. Great Sexpectations
15. The Way We Were
16. See J-Spot Run
17. Good News, Bad News
18. Kids Say the Darndest Things
19. Finn-Ished
20. The Bridges of Fresno Country
21. Wedding on the Rocks
22. …With a Twist

### Sixième saison (2005-2006)
1. Fits & Starts
2. Odds & Ends
3. And Nanny Makes Three
4. Latching On and Lashing Out
5. Judging Edward
6. Everything Old Is New Again
7. Trial and Errors
8. Hot Girl on Girl Action
9. Sleeping Dogs
10. My Business, Not Your Business
11. All God's Children
12. The Music in Me
13. The It Girl
14. Work in Progress
15. Oh Hell Yes: The Seminar
16. Game Over
17. I'll Be There for You… but Not Right Now
18. The Game
19. It's Raining Men
20. I Don't Wanna Be a Player No More
21. Party Over Here
22. Ain't Nothing Over There

### Septième saison (2006-2007)
1. After the Storm
2. In Too Deep
3. Bad Blood
4. Hustle and Dough
5. Everybody Hates Monica
6. If You Can't Stand the Heat, Get Out of the Boonies
7. Just Joan
8. Karaokee-Dokee
9. He Had a Dream
10. I'll Have a Blue Line Christmas
11. Wrong Side of the Tracks
12. I Want My Baby Back
13. Hot for Preacher
14. Time to Man Up
15. Willie He or Won't He Part III: This Time It's Personal
16. What Had Happened Was…
17. Church Lady
18. Operation Does She Yield
19. A Dingo Ate My Dream House
20. A House Divided
21. To Be Determined
22. It's Been Determined

### Huitième saison (2007-2008)
1. Range of Emotions
2. Baghdad, My Bad
3. Where Did Lynn-Digo?
4. Losing It
5. Good Girl
6. Spree to Be Free
7. Snap Back
8. Save the Last Dance
9. R.E.S.P.E.C.T. Find Out What It Means to William
10. Deck the Halls with Bags and Folly
11. Adapt to Adopt
12. What's Black-A-Lackin'?
13. Stand and Deliver

## Commentaires
Cette série est considérée comme la version afro-américaine de Sex and the City.
La chanson du générique est chantée par la chanteuse de R&B Angie Stone.
L'épisode 6-18, intitulé The Game, met en scène Tia Mowry dans le rôle de Melanie Barnett, la cousine de Joan, une étudiante en médecine qui souhaite s'installer à San Diego avec son amoureux sportif. Cet épisode a donné naissance à une série dérivée intitulée The Game.
En mai 2006, Jill Marie Jones, a quitté la série parce que son contrat était terminé, mais elle a remercié Mara Brock Akil, UPN et Paramount de lui avoir donné ce rôle. Depuis son départ, la série a essuyé de mauvaises critiques.

### Arrêt de la série
Le 13 février 2008, la CW a annoncé l'arrêt de la sitcom en raison de son coût trop élevé. Un épisode rétrospective aurait dû être diffusé afin de conclure la série, qui avait duré 8 ans. Les intrigues de l'histoire n'auraient pas été complètement résolues, mais au moins la sitcom aurait eu un épisode de conclusion.
Finalement, cet épisode rétrospective a été annulé : la CW n'avait en effet offert que la moitié de leur salaire habituel aux acteurs pour y participer ; ces derniers ont collectivement refusé.

### Film
Golden Brooks a écrit sur sa page Myspace que les scénaristes de la série et elle-même aimeraient faire une adaptation cinématographique de la série. La dernière partie du message se lit comme suit : « J'ai parlé avec beaucoup de producteurs d'une adaptation de Girlfriends au grand écran. Le film Sex and the City a reçu de bonnes critiques. Or nous savons tous que Girlfriends est la version afro-américaine de cette série. Alors, pour continuer l'histoire, nous essayons de l'adapter pour le cinéma en tenant compte des intrigues restées en suspens ; et il y en a beaucoup. Soyez patients. »